# 溶酶体
体又稱溶体、溶小体，存在於細胞（多存在于动物细胞中，植物细胞内不常见）中，屬於細胞的內膜系統，由高基氏複合體產生，是單層膜的囊狀胞器，內部含有數十種從高基氏體送來的水解酶，這些酶在弱酸性環境之下（通常為PH值4.5-5.0）能有效分解生命所需的有機物質。溶小體是細胞的回收中心，它將損壞的構造消化分解並進行回收利用(協助細胞內各種組成物質的更新)，還可將細胞吞入的顆粒消化分解(胞內消化)。2010年諾貝爾生理醫學獎得主大隅良典所研究的細胞自噬機制，即與溶體有關。

## 功能
許多透過細胞吞噬的物質，會先形成内体（endosome），然後跟溶體融合並且進行消化。
溶體對老舊、損壞的胞器和膜蛋白進行分解，產生的小分子隨後可再次被細胞利用，一旦溶體破裂釋放出水解酶，細胞就會被分解（又稱細胞自殺）。